# Eglinton Fiord
Eglinton Fiord är en fjord i Kanada.   Den ligger i territoriet Nunavut, i den nordöstra delen av landet, 2 800 km norr om huvudstaden Ottawa.
Trakten runt Eglinton Fiord är nära nog obefolkad, med mindre än två invånare per kvadratkilometer.